# Нагорное (Омская область)
Нагорное — село в Тарском районе Омской области России. Административный центр Нагорно-Ивановского сельского поселения.

## История
Основано в 1883 г. В 1928 г. село Нагорно-Ивановское состояло из 129 хозяйств, основное население — русские. Центр Нагорно-Ивановского сельсовета Екатерининского района Тарского округа Сибирского края.

## Население
| 1926 | 2002 | 2010 |
| ---- | ---- | ---- |
| 556  | ↘440 | ↘332 |